# Numerical Electromagnetics Code
Le Numerical Electromagnetics Code (NEC) est un logiciel de simulation d'antenne radioélectrique. Développé en Fortran dans les années 1970 sous les auspices de l'armée américaine, le code fut rendu public et ensuite porté sur de nombreuses plates-formes allant du mainframe à l'ordinateur personnel.
Les antennes sont modélisées par des fils et des surfaces ; le logiciel utilise la méthode des moments ; il en existe plusieurs versions (libres et propriétaires).